# José Moñino y Redondo
Don José Moñino y Redondo, greve af Floridablanca (21. oktober 1728 – 30. december 1808) var en spansk politiker, premierminister fra 1777-92 og igen i 1808.
- Wikimedia Commons har flere filer relateret til José Moñino y Redondo

1. ↑  Navnet er anført på engelsk og stammer fra Wikidata hvor navnet endnu ikke findes på dansk.
2. ↑  Navnet er anført på engelsk og stammer fra Wikidata hvor navnet endnu ikke findes på dansk.
3. ↑  Navnet er anført på bokmål og stammer fra Wikidata hvor navnet endnu ikke findes på dansk.